# Орхідні (підродина)
Орхі́дні, або Зозулинце́ві () — підродина трав'янистих рослин родини орхідних (лат. Orchidaceae). До складу підродини входить понад двісті родів та майже чотири тисячі видів.

## Біологічний опис
Багаторічні, невеликі наземні, іноді ефемероїдні, дуже рідко епіфітні або сапрофітні трави з прямовисним трав'янистим стеблом.
Коріння соковите, нечисленне, при основі часто потовщене, у багатьох видів утворюється сферичний бульбоподібний запасаючий орган — стеблекореневий тубероїд (псевдобульба).
Листя конволютне, кондуплікатне, спірально розташоване.
Суцвіття — термінальна проста китиця або колос.
Квітки різноманітного забарвлення, за розміром від дрібних до середніх, спірально розташовані, різко зигоморфні.
Губа дуже різноманітна за формою і будовою. Трапляються випадки, коли губа рухомо зчленовується з колонкою та здатна різко змінювати своє положення від дотику, утворюючи подобу пастки для дрібних комах запилювачів (Pterostylis). У представників родів Drakaea, Spiculaea, Caladenia, Chiloglottis, Ophrys губа несе складний комплекс ознак, які забезпечують запилення квіток перетинчастокрилих за допомогою псевдокопуляції.
Пиляк прямовисний, короткий, широкою основою зростається з колонкою. Рідше відігнутий від колонки або перевернутий. Пилок зібраний в невеликі пакети, утворює поллінарії з добре розвиненою каудікулою, з'єднуючоюсь з прилипальцем.
Полліній — 2—4. Стамінодій — 2.
Колонка звичайно коротка. Приймочка незбирана або з 2 долей. Зав'язь 1-гніздова.
Плід — суха коробочка. Насіння дрібне, численне, веретеноподібне.
Хромосоми дрібні, в кількості 26—32, 36—42.

## Класифікація

### Триби
Підродина містить наступні триби:
- Chloraeeae
- Codonorchideae
- Cranichideae
- Diseae
- Diurideae
- Orchideae